# Разъезд 47
Разъезд 47 — разъезд в Каратальском районе Жетысуской области Казахстана. Входит в состав Бастобинского аульного округа. Код КАТО — 195047880.

## Население
В 1999 году население разъезда составляло 42 человека (21 мужчина и 21 женщина). По данным переписи 2009 года, в разъезде проживало 38 человек (20 мужчин и 18 женщин).